# قنفذية محاكية
القنفذية المحاكية نوع نباتي يتبع جنس القنفذية من الفصيلة النجمية.

## البيئة والانتشار
تنتشر في وسط الولايات المتحدة.

## الوصف النباتي
نبات عشبي معمر.